# Hazem El-Beblawi
Hazem Al Beblawi (arabiska: حازم عبد العزيز الببلاوي), född 17 oktober 1936 i Kairo, var Egyptens premiärminister (tillförordnad) sedan den 9 juli 2013.
Han var tidigare finansminister och vice premiärminister mellan den 17 juli och den 1 december 2013.